# پائولو روبرتو دا سیلوا زالترون
پائولو روبرتو دا سیلوا زالترون (به پرتغالی: Paulo Roberto da Silva Zaltron) مهاجم اهل برزیل است که در شهر Cruz Alta، ریو گرانده جنوبی و در تاریخ ۶ ژوئیهٔ ۱۹۸۰ به دنیا آمده‌است.
پائولو روبرتو دا سیلوا زالترون در تیم‌های فوتبال صنعت مس کرمان Bragantino و سابقهٔ حضور دارد.